# (8806) Фетисов
(8806) Фетисов (лат. Fetisov) — типичный астероид главного пояса, открыт 22 октября 1981 года советским астрономом Николаем Черных в Крымской астрофизической обсерватории и 26 июля 2000 года назван в честь советского и российского хоккеиста Вячеслава Фетисова.

## Обнаружение и именование
(8806) Фетисов
Открыт 22 октября 1981 года в Крымской астрофизической обсерватории Н. С. Черных.
Вячеслав Александрович Фетисов (р. 1958) — выдающийся русский спортсмен-хоккеист, чемпион двух Олимпийских игр.
Оригинальный текст (англ.)8806 Fetisov
Discovered 1981 Oct. 22 by N. S. Chernykh at the Crimean Astrophysical Observatory.
Vyacheslav Aleksandrovich Fetisov (b. 1958) is an outstanding Russian sportsman, ice-hockey player and champion of two Olympic Games.
Источники: 20000726/MPCPages.arc; M.P.C. 41029.

## Орбита

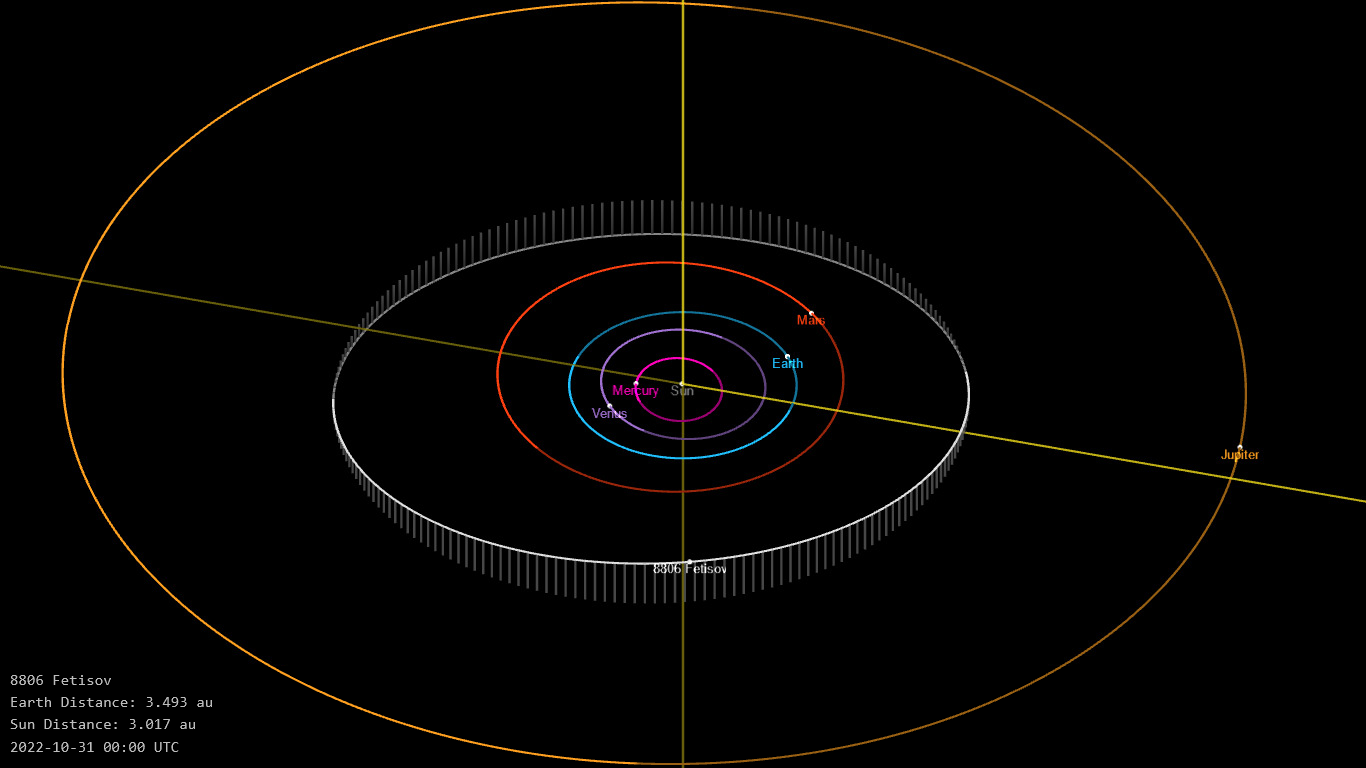
Орбита астероида Фетисов и его положение в Солнечной системе

## Физические характеристики
Астероид относится к таксономическому классу C.
По результатам наблюдений системы телескопов панорамного обзора и быстрого реагирования Pan-STARRS, наблюдений системы последнего оповещения о столкновении астероида с Землей Asteroid Terrestrial-impact Last Alert System и наблюдений в рамках миссии Gaia абсолютная звёздная величина астероида сначала оценивалась равной 13,31±0,25m, позже — 13,06±0,189m и 13,53±0,143m, 12,93±1,01m.